# Le Croisty
Le Croisty är en kommun i departementet Morbihan i regionen Bretagne i nordvästra Frankrike. Kommunen ligger i kantonen Guémené-sur-Scorff som tillhör arrondissementet Pontivy. År 2022 hade Le Croisty 742 invånare.

## Befolkningsutveckling
Antalet invånare i kommunen Le Croisty
| Referens: INSEE |